# Gunkan kōshinkyoku
Gunkan kōshinkyoku (軍艦行進曲, littéralement la « marche du navire de guerre »), est une célèbre marche militaire japonaise. Elle fut composée en 1897 par le compositeur japonais Tōkichi Setoguchi. Initialement marche officielle de la Marine impériale japonaise, elle devint la marche officielle de la Force maritime d'autodéfense japonaise.

## Dans la culture
Dans Le Tombeau des lucioles, un film d'animation japonais sorti en 1988, on peut entendre cette marche lors d'une vision de Seita se souvenant de l'inauguration d'un navire de guerre.
on l’entend aussi dans le film « les demons à ma porte » de Jiang  
Wien et dans « le gout du saké «  de Ozu